# Ludwig Carl von Breidenbach zu Breidenstein
Ludwig Johann Carl von Breidenbach zu Breidenstein (* 15. September 1714; † 14. Februar 1761 in Marburg) war Burgmann in Friedberg und kurbraunschweigischer Generalleutnant.

## Leben
Ludwig Johann von Breidenbach zu Breidenstein entstammte der älteren Hauptlinie des hessischen Uradelsgeschlechts Breidenbach zu Breidenstein und war ein Sohn des Generalmajors Georg Heinrich von Breidenbach zu Breidenstein († 1729) und dessen Ehefrau Sophia Gertrud von Adelebsen (1674–1739). Er wuchs mit acht Geschwistern auf, darunter die Brüder Ernst Ludwig (1699–1755), Wilhelm Ludwig (1702–1738, Burgmann), Maximilian (1707–1759, Generalmajor) und Friedrich Alexander (1709–1747, Burgmann) auf. Zwei weitere Geschwister verstarben im frühen Kindesalter.
Er war Burgmann zu Friedberg und trat, wie sein Vater zuvor, in die Braunschweigische Armee ein, wo er Rittmeister (1747), Major (1750), Generalmajor (1759) und Generalleutnant (1760) wurde. In dieser Position wurde er Kommandeur des Dragonerregiments von Breidenbach.
1761 erhielt er von Herzog Ferdinand von Braunschweig den Auftrag, mit sieben Bataillonen Infanterie und zehn Schwadronen Kavallerie die während der Kämpfe im Siebenjährigen Krieg von den Franzosen besetzte Stadt Marburg zu befreien. Bei den Kämpfen verlor er sein Leben. Sein Epitaph in der Elisabethkirche Marburg enthält den Schriftzug ... „empfing einen tötlichen Schuß vor dem Elisabethtor dieser Stadt, welche er den feindlichen Händen enteißen wollte, und starb am 14.2.1761 mit dem Degen in der Hand.“
Der Elisabethbrunnen in Marburg ist mit der Inschrift

„Im Kampfe um unser Marburg das in der Franzosen Hand war starb am 14. Februar 1761 an der Spitze der Hessischen Regimenter bei diesem Brunnen den Heldentod der General des Bundesheeres Ludwig Carl Reichsfreiherr von Breidenbach zu Breidenstein
Ehre seinem Andenken“

versehen.
Er wurde mit „außerordentlichen Ehrenbezeugungen“ durch die Franzosen in der Elisabethkirche Marburg beigesetzt.